# Stephan Korves
Stephan Korves (* 1963 in Witten) ist ein deutscher Schauspieler. 

## Leben
Stephan Korves wurde in Witten geboren und wuchs in Bremerhaven auf. Er absolvierte von 1985 bis 1989 seine Schauspielausbildung an der Hochschule für Musik und Theater Hannover. Anschließend war er an diversen Theatern tätig, wie beispielsweise am Deutschen Theater Berlin, den Freilichtbühnen Schwäbisch Hall oder am Theater Erlangen. Seit der Spielzeit 2009/2010 ist er als festes Ensemblemitglied am Anhaltischen Theater engagiert. 
Seit 1998 wirkte der 1,94 m große Korves als Schauspieler vor der Kamera bislang in mehr als 40 Film-und-Fernsehproduktionen mit. Er spielt dabei zumeist Nebenrollen.
Von 2008 bis 2013 hatte er einen Lehrauftrag an der Hochschule für Musik, Theater und Medien Hannover im Bereich Schauspiel.
Er lebt in Berlin.

## Filmografie (Auswahl)
- 1999: Balko (Fernsehserie)
- 1999: Löwenzahn (TV-Reihe)
- 2000: In aller Freundschaft (Fernsehserie)
- 2000: Tatort: Bienzle und der Mann im Dunkeln
- 2000: Autsch, Du Fröhliche
- 2002: Die Cleveren (Fernsehserie)
- 2002: Blond: Eva Blond! (Fernsehserie)
- 2004: Hinter Gittern – Der Frauenknast (Fernsehserie)
- 2004: Baal
- 2005: Der Ermittler (Fernsehserie)
- 2005: Alphateam – Die Lebensretter im OP (Fernsehserie)
- 2007: Deadline – Jede Sekunde zählt (Fernsehserie)
- 2008: GSG 9 – Ihr Einsatz ist ihr Leben (Fernsehserie)
- 2009: Ein Fall von Liebe (Fernsehserie)
- 2010: Polizeiruf 110: Schatten
- 2010: Im Angesicht des Verbrechens (Fernsehserie)
- 2010: Danni Lowinski (Fernsehserie)
- 2011: SOKO Wismar (Fernsehserie)
- 2011: Polizeiruf 110: Ein todsicherer Plan
- 2014: SOKO München (Fernsehserie)
- 2014: Ein Fall von Liebe – Annas Baby
- 2015: Ein starkes Team: Tödliches Vermächtnis (Fernsehserie)
- 2019: Scheidung für Anfänger
- 2021: Requiem für einen Freund